# 757. grenadirski polk (Wehrmacht)
757. grenadirski polk (izvirno nemško 757. Grenadier-Regiment; kratica 757. GR) je bil pehotni polk Heera v času druge svetovne vojne.

## Zgodovina
Polk je bil ustanovljen 13. novembra 1942 za potrebe 338. pehotne divizije.